# Карабюк (вилает)
Карабюк (на турски: Karabük) е вилает без излаз на море в Северна Турция на около 200 км от Анкара и около 100 км от Черно море. Административен център на вилаета е едноименният град Карабюк. Вилает Карабюк е с население от 252 058 души (2023 г.) и обща площ от 4109 кв. км. Разделен е на 6 общини. Губернатор е Мустафа Явуз.

## Население
Численост на населението на вилаета и на едноименният град според преброяванията през годините:
| Година | Вилает       | Град    |
| ------ | ------------ | ------- |
| 1990   | Няма информ. | 105 373 |
| 2000   | 225 102      | 100 749 |
| 2012   | 220 401      | 110 186 |
| 2018   | 244 453      | 124 009 |
| 2023   | 252 058      | 125 403 |